# Kühár Flóris
Kühár Flóris OSB (Pártosfalva, 1893. július 5. – Budapest, 1943. november 26.) római katolikus pap, bencés szerzetes, teológiai és filozófiai író, egyetemi tanár.

## Élete
A Vas vármegyei Pártosfalván született. 1929-től 1931-ig a római Szent Anzelm pápai egyetemen tanított, majd visszatért Pannonhalmára. 1935-től Budapesten bencés házfőnök, egyben a Budapesti Egyetem teológiai karának címzetes rendkívüli tanára. Fiatalon, alig 50 éves korában hunyt el 1943-ban Budapesten.

## Művei

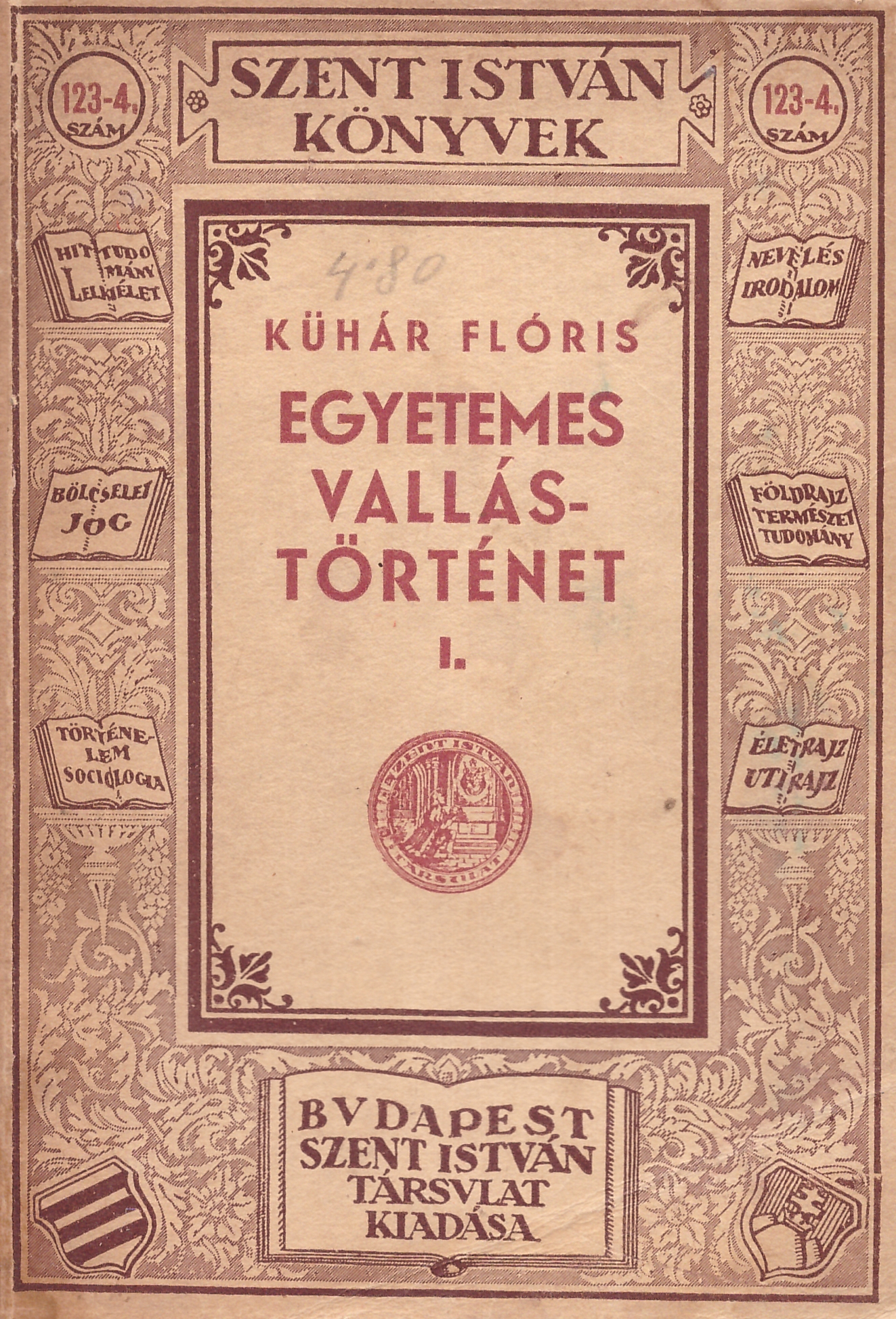
Egyetemes vallástörténet (I. kötet, 1936)

Jelentős irodalmi tevékenységet fejtett ki, és következő munkái láttak napvilágot nyomtatásban:
- A celldömölki búcsújáróhely rövid ismertetése. Celldömölk, 1918
- Szent Erzsébet és a modern keresztény női ideál. Celldömölk, 1918
- Mater Raingardis. Celldömölk, 1919
- A Boldogságos Szűz Mária. Győr, 1922 (Védőszentjeink élete 13.)
- Szent Péter apostol. Győr, 1922 (Védőszentjeink élete 15.)
- Aranyszájú Szent János. Győr, 1922 (Védőszentjeink élete 18.)
- Szent Ágoston. Győr, 1922 (Védőszentjeink élete 20.)
- Szent Monika. Győr, 1922 (Védőszentjeink élete 21.)
- Szienai Szent Katalin. Győr, 1923 (Védőszentjeink élete 22.)
- Alacoque Szent Margit. Győr, 1923 (Védőszentjeink élete 25.)
- Bevezetés a vallás lélektanába Archiválva 2018. december 3-i dátummal a Wayback Machine-ben,. Budapest, 1926 (Szent István könyvek 41.)
- A keresztény bölcselet története. Budapest, 1927 (Szent István könyvek 43-44.)
- A misztikus természetszemlélet alapjai. Budapest, 1928
- A vallásbölcselet főkérdései. Budapest, 1930 (Szent István könyvek 81.)
- A lélek szemével. Budapest, 1930 (Dom katolikus könyvek 3.)
- Az örök élet forrásai a hét szentségben Archiválva 2021. április 26-i dátummal a Wayback Machine-ben. Budapest, 1932
- Canterbury Szent Anzelm istentana. Pannonhalma, 1933 (A Pannonhalmi Szemle könyvtára 4.)
- Liturgikus lexikon Archiválva 2018. június 22-i dátummal a Wayback Machine-ben. Szerk. Radó Polikárppal. Komárom, 1933
- Barlangok, sírok, kupolák. Budapest, 1935. (Magyar Kultúra könyvtár 6.)
- Egyetemes vallástörténet, Budapest, 1936. (Szent István könyvek 123-126.):
  - 1. kötet: Ősnépek, őstörténelem, kihalt kultúrák Archiválva 2018. december 4-i dátummal a Wayback Machine-ben, 
  - 2. kötet Nyugat és Kelet. Ó- és Újszövetség Archiválva 2018. december 3-i dátummal a Wayback Machine-ben,
- Szűz Mária élete. Budapest, 1938
- Lisieuxi Szent Teréz. Budapest, 1938 (Korunk szentjei)
- Mária tiszteletünk a 11. és 12. századi hazai liturgiájában. Budapest, 1939 (SZIA Hittud-bölcs. O. ért. III. 3.)
- A legszentebb családfa utolsó virága. Árpádházi B. Erzsébet, III. András leánya Archiválva 2018. december 3-i dátummal a Wayback Machine-ben, . Budapest, 1939
- Zarándok szívvel. Útiképek és élmények Archiválva 2021. március 2-i dátummal a Wayback Machine-ben. Budapest, 1939
- Magyar szentek ünnepei és miséi a Pray-kódexben. Írta Kniewald Károllyal. Pannonhalma, 1939 (A Pannonhalmi Szemle könyvtára 25.)
- A Pray-kódex sanctoraleja. Írta Kniewald Károly. Ford. Budapest, 1939 (Különnyomat a Magyar Könyvszemléből)
- A lélek szemével. Budapest, 1940 (Magyar Katolikus Írók könyvei)
- Hartwick győri püspök Agenda Pontificalis-a. Írta Kniewald Károly. Ford. Budapest, 1941 (SZIA Hittud-bölcs. O. ért-ei III. 6.)
- Szent István. Budapest, 1941 (Hősök és szentek)
- Emlékbeszéd Bitter Illés (1868-1939) r. tag felett. Budapest, 1942 (SZIA emlékbeszédei III. 8.)
- Az egyház szentjei. Szerk. Radó Polikárp. Közrem. Szunyogh Xavér Ferenccel. Uo., 1943
- Az apostoli atyák. Ford., bev. és magy. Budapest, 1944 (Keresztény remekírók 1.)
- Az ősegyház szentségi élete. Tertullián: De baptismo + Jeruzsálemi Szent Cirill: Catecheses mystagogicae + Szent Ambrus: De mysteriis és De sacramentis. Ford., bev. és magy. Budapest, 1944 (Keresztény remekírók 9.)

Szerkesztette 1926 és 1929 között a Pannonhalmi Szemlét, 1940 és 1944 között a Katholikus Szemlét és 1944-ben a Keresztény remekírók 1-16. kötetét.